# The Lonesome Death of Hattie Carroll
«The Lonesome Death of Hattie Carroll» es una canción escrita por el cantante estadounidense Bob Dylan y publicada en su álbum de 1964 The Times They Are A-Changin'.

## Historia
La canción narra el asesinato de Hattie Carroll, una criada afrodescendiente, a manos de William Devereux Zantzinger, un cultivador de tabaco de Maryland. El incidente ocurrió el 9 de febrero de 1963 durante una fiesta de etiqueta en el hotel Emerson (Baltimore). Durante la fiesta, Zantzinger maltrató, insultó, y golpeó al menos a tres miembros del personal del hotel: un botones, una camarera, y en torno a la 1:30 de la mañana a Hattie Carroll, una criada de 51 años, madre de once hijos (en la canción dice diez), y presidenta de una asociación afroamericana.
Aparentemente, Zantzinger ya estaba borracho cuando llegó al hotel Emerson, y se había dedicado a golpear y maltratar a trabajadores del restaurante Eager House, un prestigioso restaurante de la ciudad, empleando el mismo cayado que uso en el hotel Emerson.